# Новотроїцьке (Бакалинський район)
Новотро́їцьке (рос. Новотроицкое, башк. Яңы Троицкий) — присілок у складі Бакалинського району Башкортостану, Росія. Входить до складу Старошарашлинської сільської ради.
Населення — 11 осіб (2010; 14 у 2002).
Національний склад:
- росіяни — 86 %